# Vianney
Pour les articles homonymes, voir Vianney (homonymie) et Bureau.
Pour les articles ayant des titres homophones, voir Viannay et Viannet.
Vianney Bureau, dit Vianney, né le 13 février 1991 à Pau (Pyrénées-Atlantiques), est un auteur-compositeur-interprète et guitariste français.

## Biographie

### Jeunesse
Vianney voit le jour dans une famille catholique pratiquante, de militaires mélomanes. Son père est pilote d'hélicoptère dans l'aviation légère de l'armée de terre. Sa mère initialement pilote d'avion, puis instructrice, se reconvertit par la suite dans l'enseignement comme professeure agrégée d'économie-gestion. Au moment de sa naissance, en pleine guerre du Golfe, son père est affecté dans un régiment d'hélicoptères à Pau.
Vianney grandit avec ses trois frères. Enfant, il apprend à jouer au rugby. Adolescent, il a pratiqué le saut en longueur, il sera même champion des Yvelines.
Écoutant son père interpréter à la guitare des chansons de Georges Brassens, François Béranger, Maxime Le Forestier ou même Rickie Lee Jones, Vianney se découvre une passion pour la chanson vers ses 12 ans, âge auquel il commence à écrire des chansons.
Vianney grandit à Paris. Il est scolarisé d'abord au collège Notre-Dame-des-Oiseaux dans le 16e arrondissement ; il lui dédiera une chanson sur son premier album Idées blanches. Il poursuit ensuite au lycée militaire de Saint-Cyr,, où il passe trois ans.
En 2005, son père le présente à des amis musiciens avec lesquels il enregistre son premier disque auto-produit avec son frère aîné. En 2007, il donne son premier concert au New Morning à Paris, en finale du festival Emergenza, festival permettant à des amateurs de se produire.
Après son baccalauréat, il entre en 2009 à l'ESG Management School de Paris pour trois années d'études. Dans ce cadre, il obtient un bachelor à l'université du Middlesex à Londres. Il étudie ensuite le stylisme à l'École supérieure des arts et techniques de la mode (ESMOD) et en sort diplômé en juin 2014.
Il estime que ces expériences lui ont « ouvert l'esprit, socialement et artistiquement ».

### Carrière musicale

#### Débuts

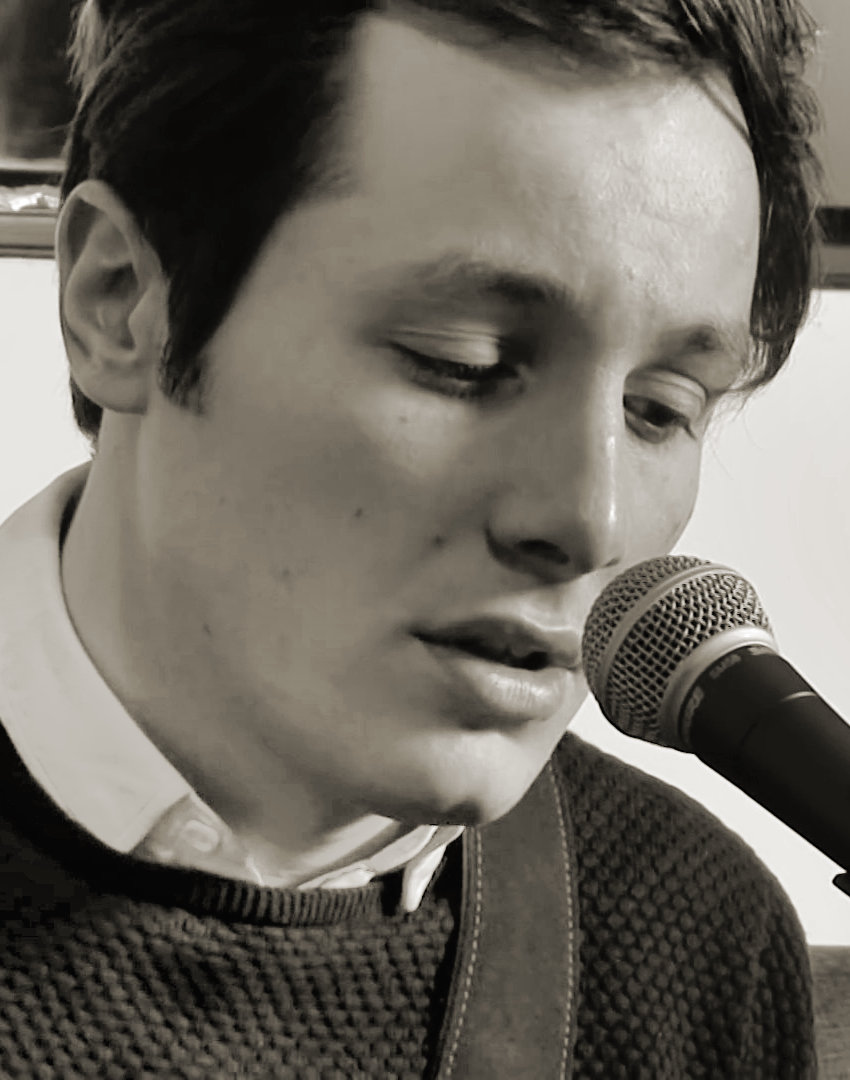
Vianney en concert en 2014.

En 2011, Vianney rencontre Isabelle Vaudey, sa manager actuelle. Elle l'encourage à dévoiler ses chansons au grand public et lui fait rencontrer le réalisateur Antoine Essertier. À l'été 2013, Antoine Essertier et Vianney enregistrent l'album Idées blanches, non loin de Vichy en Auvergne, en deux semaines seulement.
L'album enregistré, Vianney signe avec le label Tôt ou tard en février 2014, et l'album paraît le 20 octobre et comprend douze chansons. Sort également en juin un premier single, Je te déteste (clip réalisé par Nicolas Davenel et produit par La\Pac).

#### Consécration
À la faveur de cette parution, Vianney promeut son deuxième single, Pas là dont le clip est réalisé par Nicolas Bary et dans lequel apparaît la comédienne Lola Bessis. Cette chanson propulse Vianney dans les charts.
Il assure la première partie de trente concerts de Florent Pagny pendant la tournée « Vieillir ensemble », puis celles de Cats on Trees, Dick Annegarn - qu'il présente comme sa principale influence idole -, Shaka Ponk, Julien Clerc et Johnny Hallyday.
Pour son premier récital parisien, en janvier 2015 au Café de la Danse, Vianney chante un duo avec Samaha, chanteuse du groupe Shaka Ponk. Depuis, il invite régulièrement d'autres artistes à chanter avec lui, et à partager la scène avec des gens tels que Louane, Joyce Jonathan, Tété, Bigflo et Oli, Maxime Le Forestier, Gérard Lenorman ou encore avec le groupe haut-pyrénéen Boulevard des Airs, en concert à Pau et Toulouse. Son goût pour les duos s'est aussi exprimé à la télévision, où il chante avec Alain Souchon, Jain, Sheila, Thomas Dutronc, Yael Naim ou encore Patrick Bruel.
Son album sort en Allemagne le 21 août 2015. Vianney décide de se rendre à Berlin à vélo afin d'y arriver le jour de la sortie.
Le 7 septembre 2015, il enregistre dans un studio parisien la version acoustique de son album avec quelques reprises en bonus. Ce sera la réédition de son premier album.
Il co-écrit et co-compose Les Filles d'aujourd'hui, qu'il chante en duo avec Joyce Jonathan.

#### Deuxième album

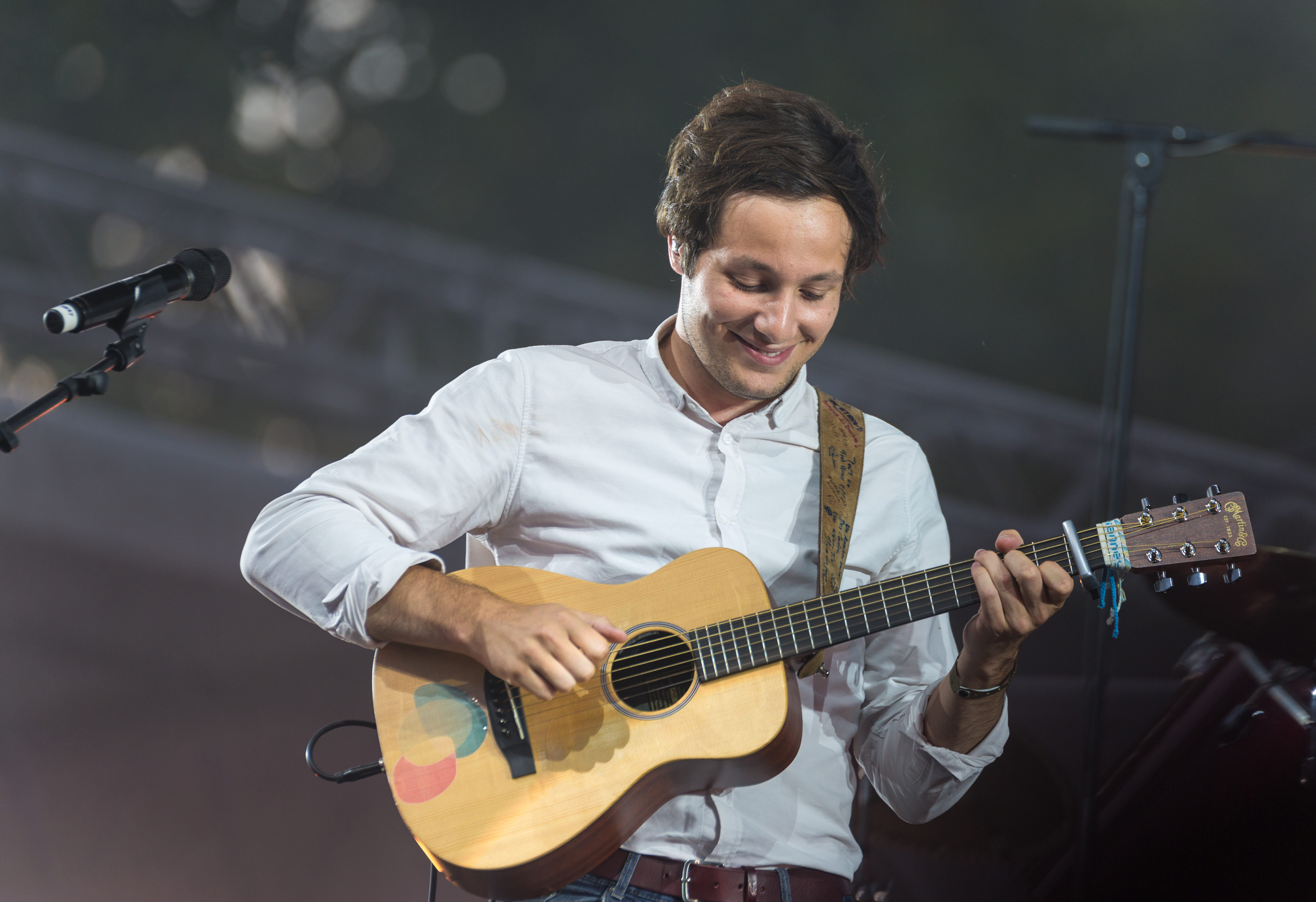
Vianney le 14 juillet 2015 à Toulouse.

Fin 2016, sort son deuxième album studio, Vianney. Le premier single de cet album, Je m'en vais, sort le 17 octobre.
Vianney a enregistré une grande partie de ce deuxième album seul, au Croisic, près de Nantes. Il en est l'auteur-compositeur intégral et y joue guitares acoustiques et électriques, ainsi que la plupart des pianos et claviers. Il s'est également entouré de grands noms du disque pour sa réalisation : François Delabrière (Pascal Obispo, Marc Lavoine, Cœur de Pirate, etc.), Clément Ducol (Vincent Delerm, Camille, Christophe, Hans Zimmer, etc.), Bob Clearmountain (David Bowie, Aerosmith, The Rolling Stones, Bruce Springsteen, etc.), Loïc Ponthieux (Véronique Sanson, Johnny Hallyday, Michel Jonasz, etc.) ou encore Laurent Vernerey (Johnny Hallyday, Charles Aznavour, Céline Dion, Jean-Jacques Goldman, etc.).
Pour célébrer ses 150 000 premiers abonnés Facebook, il propose un concert de 150 minutes en vidéo directe le 21 janvier 2017, concert pendant lequel il invite Alain Souchon, Bigflo et Oli, et Boulevard des Airs à chanter avec lui.
Les 8 et 9 juin 2018, Vianney termine à Paris une tournée de trois ans en remplissant la salle de l'Accor Arena (ancien POPB). Comme à son habitude, il joue seul sur scène accompagné de sa guitare, sans musicien. Au cours de cette dernière série de concerts, Patrick Bruel, Véronique Sanson, MC Solaar et Bigflo & Oli montent sur scène à ses côtés le temps d'une chanson. Pendant son dernier concert, Vianney remercie ses parents, présents dans la salle, de l'avoir depuis l'enfance « laissé libre » (voir « les larmes de Vianney, bouleversé par ses parents », sur Gala, 20 juin 2018).
L'été 2018 est consacré à une tournée des festivals français (Nîmes, Montauban, Les Nuits de l'Erdre, Nort-sur-Erdre).
Il écrit et compose On trace, l'hymne du Monde des Enfoirés, spectacle des Enfoirés en 2019 pour les Restos du cœur.
Au printemps 2019, Il écrit et compose un album pour Erza Muqoli, qui sort en octobre 2019. La première chanson, intitulée Je chanterai, sort en mai 2019, suivie par le clip un mois plus tard.

#### Troisième album
À la suite du confinement lié à l'épidémie de coronavirus lors du printemps 2020, il sort le nouveau titre N'attendons pas.
Le 21 août, à minuit, Vianney dévoile son nouveau titre intitulé Beau-papa. Il dédie cette chanson à sa belle-fille. Le 29 septembre, à minuit, Vianney dévoile un nouveau titre intitulé Merci pour ça qu'il dédie à un ami SDF nommé Karim.
Son troisième album intitulé N'attendons pas sort le 30 octobre 2020.
En décembre 2022, Vianney annonce qu'il veut faire une pause et qu'il ne compte plus faire de tournées avant quelques années.
Le 2 avril 2023, Vianney fait une apparition sur scène, lors du concert d'Ed Sheeran à l'Accor Arena à Paris, où tous deux chantent ensemble pour la première fois leur chanson, Call On Me.
En octobre 2023, il est nommé à 4 reprises aux NRJ Music Awards 2023. Il annonce qu'il va arrêter les tournées pendant plusieurs années afin de se consacrer à sa famille.

### Carrière dans cinéma
En 2018, il fait ses débuts comme acteur en tenant l'un des rôles principaux du film Ma mère est folle.

### Carrière à la télévision
En 2021, il intègre le jury de The Voice lors de la dixième saison, rejoignant Amel Bent, Florent Pagny et Marc Lavoine. Il retrouve son fauteuil, en 2022 et 2023, lors des saisons 11 et 12. Il est notamment le coach de la chanteuse Mentissa, pour qui il écrit la chanson Et Bam. Il poursuit sa carrière de coach dans l'émission lors des saisons 13 (en 2024) et 14 (en 2025).
En 2022, Vianney participe à l'émission Rendez-vous en terre inconnue où il écrit la chanson Dabali.
Il est parrain du Téléthon 2023. Pour l'occasion, il crée sa deuxième guitare "Vianney Signature N°2" dont les bénéfices de la vente des 2 000 exemplaires sont reversés au Téléthon.
Le 7 décembre 2024, lors de la cérémonie de réouverture de la Cathédrale Notre-Dame de Paris, Vianney a interprété une version en français de la chanson Hallelujah de Leonard Cohen.

### Vie privée

#### Vie sentimentale
Depuis 2016, il est en couple avec la violoncelliste Catherine Robert avec laquelle il se serait marié le 14 juillet 2020.
En octobre 2021, Vianney annonce sur Twitter être père d'un garçon prénommé Edgar.

#### Foi
Son prénom est emprunté au patronyme de Jean-Marie Vianney (1786-1859), connu et vénéré sous le nom de « saint curé d’Ars ». Catholique assumé et pratiquant,, Vianney fait du scoutisme dans sa jeunesse, : il est à un moment chef de patrouille au sein des Scouts d'Europe.
Le chanteur fait souvent des références à Dieu ou à ses pèlerinages solitaires dans ses chansons. « Quand je fais mes voyages à vélo, qu'il fait trois degrés et que je dors dehors, j'ai des choses auxquelles me raccrocher et la foi en fait partie, » déclare-t-il.
Il dédie sa chanson L'Homme et l'Âme au père Jacques Hamel, martyr de l'Église catholique, mort égorgé par des terroristes islamistes lors de l'attentat perpétré en 2016 dans l'église de Saint-Étienne-du-Rouvray.

#### Autres
Dans le cadre d'un pèlerinage à Jérusalem en 2009, Vianney veut se rendre en Israël en auto-stop avec seulement cent euros en poche, mais faute d'argent pour payer une taxe à Chypre pour pouvoir entrer en territoire israélien, il est forcé de rentrer en France et ne peut donc pas terminer son voyage.

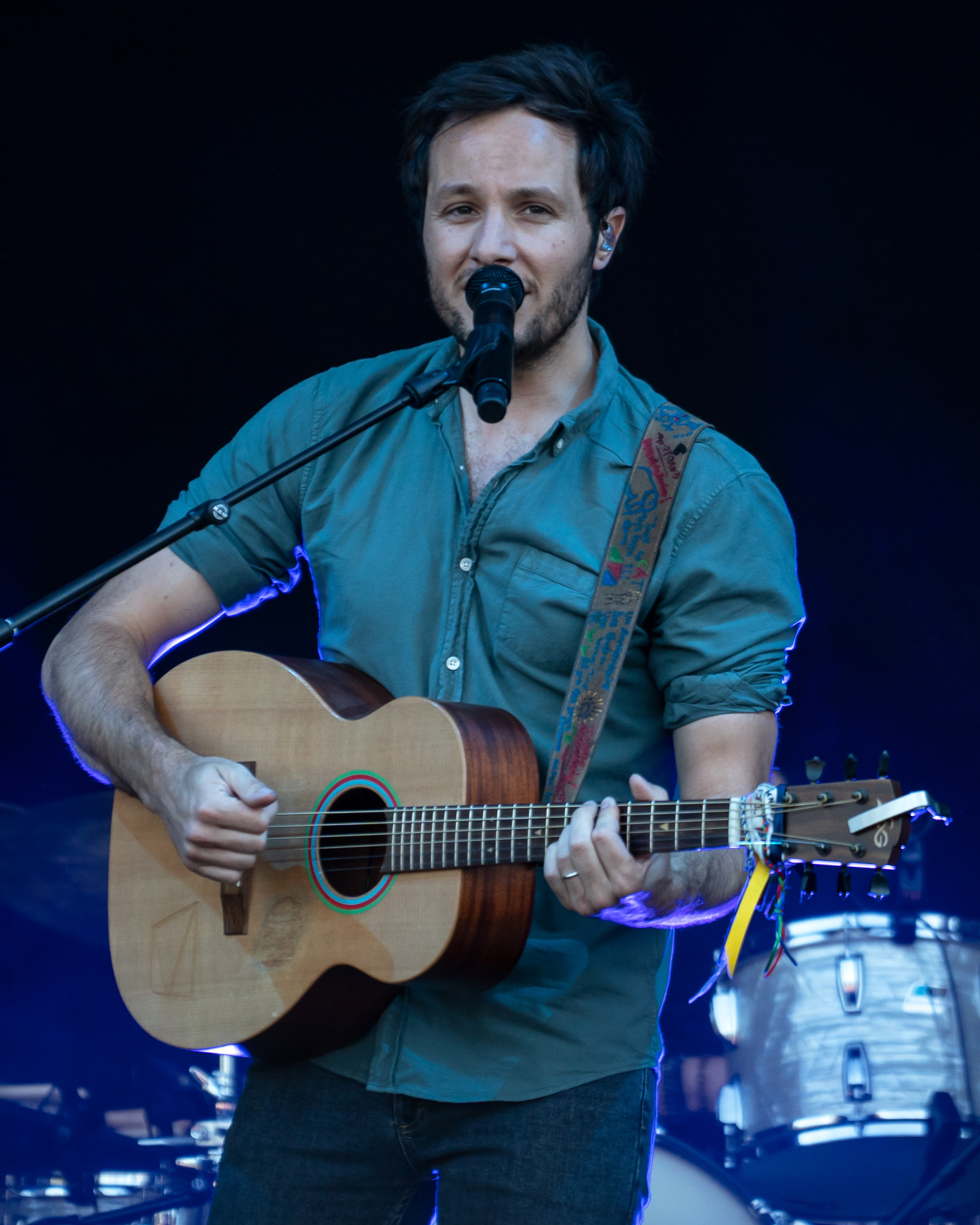
Vianney en juillet 2022.

En 2012, il effectue un tour de France à scooter électrique, dormant dehors et rechargeant sa monture chez l'habitant,,. Il s'est également rendu à vélo à Londres, Berlin et Stockholm. C'est d'ailleurs ce dernier voyage qui est illustré dans le clip de Veronica.

## Engagement
Il participe régulièrement à l’accueil de personnes sans domicile fixe dans une paroisse parisienne dans le cadre de l'opération « Hiver solidaire ». Sa chanson Les gens sont méchants fait référence à cet engagement bénévole. Il est également engagé auprès de l'association Imagine for Margo pour aider les enfants et adolescents atteints du cancer. Il est régulièrement lecteur lors de la messe dans une église du 9e arrondissement de Paris.

## Polémiques
En juin 2023, une enquête élaborée par Le Monde révèle qu'il serait l'ami de Geoffroy Lejeune, ancien directeur en chef du journal Valeurs Actuelles. Le chanteur dément ces affirmations, déclarant ne pas vouloir politiser sa carrière.
Lors de l'affaire Pelicot, il relève sur X que c'est sa musique qui passe dans le magasin où Dominique Pelicot s'est fait arrêter. Il est accusé de faire sa publicité sur cette affaire. Il ferme son compte X.

## Distinctions
- Chevalier de l'ordre des Arts et des Lettres (2025)

## Discographie

### Certifications
- Idées blanches : disque de platine (plus de 100 000 exemplaires vendus)[47]
- Vianney disque de diamant : (plus de 500 000 exemplaires vendus)
- Le Concert : disque d'or (plus de 50 000 exemplaires vendus)

## Distinctions
| Année | Organisateur(s)         | Prix                                           | Résultat   |
| ----- | ----------------------- | ---------------------------------------------- | ---------- |
| 2014  | Virgin Radio            | Révélation masculine                           | Lauréat    |
| 2015  | W9                      | Prix Talents                                   | Lauréat    |
| 2015  | RFM                     | Parolier de l'année (Pas là)                   | Lauréat    |
| 2015  | Victoires de la musique | Album révélation de l'année (Idées blanches)   | Nomination |
| 2015  | NRJ Music Awards        | Révélation francophone de l'année              | Nomination |
| 2015  | SACEM                   | Meilleur espoir auteur-compositeur de l'année  | Lauréat    |
| 2016  | Victoires de la musique | Artiste interprète de l'année                  | Lauréat    |
| 2016  | Le Parisien             | Enfant Prodige                                 | Lauréat    |
| 2017  | NRJ Music Awards        | Chanson de l'année                             | Nomination |
| 2017  | NRJ Music Awards        | Artiste masculin de l'année                    | Nomination |
| 2017  | Victoires de la musique | Chanson originale de l'année (Je m'en vais)    | Lauréat    |
| 2018  | NRJ Music Awards        | Groupe/Duo francophone de l'année (avec Gims)  | Nomination |
| 2018  | NRJ Music Awards        | Chanson francophone de l'année (La Même)       | Nomination |
| 2020  | Victoires de la musique | Chanson originale (Allez reste)                | Nomination |
| 2020  | NRJ Music Awards        | Artiste masculin francophone de l'année        | Nomination |
| 2020  | NRJ Music Awards        | Performance francophone de l'année (Beau-papa) | Nomination |
| 2021  | Victoires de la musique | Artiste masculin                               | Nomination |
| 2024  | Victoires de la musique | Artiste masculin                               | Lauréat    |

## Doublage
Séries télévisées
- 2018 : Pomme & Oignon de George Gendi : Pilon de poulet

## Filmographie
Sauf indication contraire, les informations mentionnées dans cette section peuvent être confirmées par les bases de données cinématographiques IMDb et Allociné,  présentes dans la section « Liens externes ».

### Cinéma
Longs métrages
- 2018 : Ma mère est folle de Diane Kurys : Baptiste
- 2022 : Classico de Nathanaël Guedj et Adrien Piquet-Gauthier : le musicien dans le métro

Participation bandes originales
- 2017 : Le Petit Spirou de Nicolas Bary - interprète de la chanson, Si on chantait

### Télévision
Émissions télévisées
- 2020 : Saison 7 de The Voice Kids sur TF1 : co-coach
- Depuis 2021 : The Voice : La Plus Belle Voix sur TF1 : coach
- 2021 : Rendez-vous en terre inconnue sur France 2 : invité
- Depuis 2021 : Les Enfoirés sur TF1

Séries télévisées
- 2023 : Je te promets : lui-même